# 2-я дивизия лёгкой кавалерии (Франция)
2-я дивизия лёгкой кавалерии (фр. 2e division de cavalerie légère) — кавалерийская дивизия Франции периода наполеоновских войн.

## История дивизии
Дивизия образована 9 января 1812 года. 15 февраля вошла в состав 2-го кавалерийского корпуса Великой Армии.
24 июня дивизия перешла р. Неман у Понемуня (в р-не Ковно), 28 июня на подступах к Вильно имела первое столкновение с русской кавалерией. После этого дела дивизию возглавил генерал Себастьяни. 30 июня у д. Лопейки (между Неменчином и Свенцянами) произошел бой с русским кавалерийским отрядом генерал-майора Орлова-Денисова. 1 июля бригады Сен-Женье и Сюберви сражались с конницей Орлова-Денисова при фольварке Повывиорки, где потеряли св. 100 чел. пленными, а 3 июля вся дивизия вела бой между Свенцянами и д. Девионы, а также при р. Десна. 24 июля бригада Сюберви участвовала в деле при Довгелишках, 5 июля – в бою при Кочергишках. 15 июля у местечка Оникшты отряд генерал-майора Кульнева атаковал и опрокинул 11-й конно-егерский и 10-й польский гусарский полки (при этом был взят в плен генерал Сен-Женье). Понеся большой урон, дивизия отступила за р. Друйка к д. Черново. По два её полка потеряли в этом деле 200-300 чел., 7-ю бригаду возглавил полковник Дезира. 28 июля в Витебске дивизия присоединилась к главным силам Великой армии, с 29 июля наступала в авангарде своего корпуса, 8 августа сражалась при д. Иньково (Молево Болото) и потеряла в этом бою около 600 чел. (в т. ч. свыше 300 чел. пленными). Полковник Гиньи был ранен пикой, полковник фон Вальдбург – ранен и взят в плен, майор фон Вердер также получил ранение, но остался в строю. После этого боя командиром дивизии стал генерал Пажоль.
14 августа дивизия выступила из Рудни к Любавичам, образуя арьергард Великой Армии, 20 августа двинулась в направлении Витебска для охраны коммуникаций, присоединилась к корпусу 6 сентября на Бородинской позиции, имея в строю не более 1500 кавалеристов. В начале Бородинского сражения дивизия действовала в первом эшелоне корпуса, вскоре её 5-й и 9-й гусарские полки были отряжены к Семёновским флешам и действовали на этом участке до конца сражения. После 10 часов утра маршал Мюрат подчинил генералу Пажолю кавалерию 3-го и 8-го армейских корпусов, после чего 7-я и 16-я бригады были выдвинуты вперёд, развернулись на позиции между центром и левым крылом своей армии и в атаках не участвовали. При Бородине дивизия понесла тяжелые потери главным образом от огня русской артиллерии: полковнику Дезира ядром оторвало голову (во главе 7-й бригады временно встал командир эскадрона Батай де Танкарвиль), генерал Сюберви был тяжело ранен и выбыл из строя (вместо него 16-ю бригаду принял полковник Уминский), а генерал Бюрт получил контузию. 8 и 9 сентября дивизия, наступая в голове авангарда Мюрата, сражалась у Можайска. 9 сентября в бою при Крымском генерал Пажоль был ранен, командиром дивизии стал дивизионный генерал Экзельман. 14 сентября дивизия первой вступила в Москву, затем участвовала в преследовании российской армии. 3 октября, имея в строю не более 450 всадников, дивизия попала в засаду у д. Богоявление и потеряла до 100 чел. (в некоторых источниках это дело наз. боем при Марфино). 4 октября дивизия сражалась под Спас-Куплей, где вновь понесла большой урон в схватке с русскими лейб-уланами. Оставшиеся без лошадей военнослужащие дивизии вошли в состав бригады спешенной кавалерии, сформированной в Москве под командованием бригадного генерала Шарьера. Перед Тарутинским сражением в полках оставалось по 30-50 бойцов, в ходе сражения их численность еще больше сократилась, а казаки захватили всю артиллерию дивизии. 13 ноября из уцелевших всадников был сформирован 2-й полк-пикет сводной Лёгкой кавалерийской дивизии генерала Брюйера, входивший в кавалерийский корпус-пикет генерала Латур-Мобура. Этот полк участвовал в сражении под Красным, сопровождая Главную квартиру Великой армии. 23 ноября в Бобре все конные офицеры дивизии, оставшиеся без должности, вошли в состав 2-й роты полка Почётной гвардии («Священного эскадрона») генерала Груши. Капитаном-командиром этой роты стал дивизионный генерал Дефранс. 28 ноября «Священный эскадрон» и сводный корпус Латур-Мобура переправились через р. Березина. 8 декабря Почётная гвардия была распущена, остатки кавалерийского корпуса-пикета 11 декабря расформированы в Ковно.

## Командование дивизии

### Командиры дивизии
- дивизионный генерал Пьер Ватье (9 января – 29 июня 1812)
- дивизионный генерал Орас Себастьяни (29 июня – 9 августа 1812)
- дивизионный генерал Клод Пажоль (9 августа – 9 сентября 1812)
- дивизионный генерал Изидор Экзельман (9 сентября – 13 ноября 1812)
- дивизионный генерал Клод Пажоль (6 февраля – 19 апреля 1813)
- дивизионный генерал Николя Руссель д’Юрбаль (19 апреля – 26 августа 1813)
- бригадный генерал Франсуа-Жозеф Жерар (26 августа – 29 сентября 1813)
- дивизионный генерал Жювеналь Корбино (29 сентября – 15 ноября 1813)
- бригадный генерал Жан-Батист Домманже (15 ноября 1813 – 19 февраля 1814)
- дивизионный генерал Антуан Морен (19 февраля – 11 апреля 1814)

### Начальники штаба дивизии
- полковник штаба ван Биландт (1812)

## Подчинение
- 2-й кавалерийский корпус Великой Армии (с 15 февраля 1812 года).

## Организация дивизии
На 1 июля 1812 года:
- 7-я бригада (командир – бригадный генерал Жан Сен-Женье)
  - 11-й конно-егерский полк (командир — полковник Матьё Дезира)
  - 12-й конно-егерский полк (командир — полковник Шарль Гиньи)
- 8-я бригада (командир – бригадный генерал Андре Бюрт)
  - 5-й гусарский полк (командир – полковник Клод Мёзьо)
  - 9-й гусарский полк (командир – полковник Луи Менье)
- 16-я бригада (командир – бригадный генерал Жак-Жерве Сюберви)
  - прусский сводный уланский полк №1 (командир – майор Карл фон Вердер)
  - вюртембергский конно-егерский полк №3 Герцога Луиса (командир – полковник Трухзес фон Вальдбург)
  - 10-й польский гусарский полк (командир – полковник Ян Непомук Уминьский)
    - Всего: 26 эскадронов, 4170 человек, 6 орудий, свыше 4280 лошадей.

На 16 октября 1813 года:
- 7-я бригада (командир – бригадный генерал Шарль Лагранж)
  - 2-й шеволежерский полк (3 эскадрона, командир — полковник Пьер Беррюйе)
  - 11-й конно-егерский полк (3 эскадрона, командир — полковник Жан-Батист Николя)
  - 12-й конно-егерский полк (3 эскадрона, командир — полковник Шарль Гиньи)
- 8-я бригада (командир – бригадный генерал Жан-Батист Домманже)
  - 4-й шеволежерский полк (3 эскадрона, командир – полковник Жан-Луи Дешам)
  - 5-й гусарский полк (3 эскадрона, командир – полковник Клод Мёзьо)
  - 9-й гусарский полк (4 эскадрона, командир – полковник Этьен Монтанье)
    - Всего: 19 эскадронов, 3 орудия.